# Georg Blüml
Georg Blüml (* vor 1992 in München) ist ein deutscher Theater- und Opernregisseur, der zahlreiche Inszenierungen an Staats- und Stadttheatern sowie in der freien Szene vorgelegt hat.

## Leben
Blüml studierte Gesang. Seit 1992 ist er als Regisseur tätig. Ab 1995 war er Leiter und Gründer des kleinsten Opernhauses von München in der Pasinger Fabrik. Blüml inszenierte zahlreiche Werke des Musiktheaters, u. a. am National Theatre of Korea, Seoul (Lehár: Der Graf von Luxemburg), am Südthüringischen Staatstheater, Meiningen (Mozart: Le nozze di Figaro) oder Strawinskys The Rake’s Progress am Theater Vorpommern in Stralsund. Beachtung fanden v. a. auch eigene Textbearbeitungen von Offenbach-Operetten wie Orpheus in der Unterwelt (Theater Hof) und Die Großherzogin von Gerolstein (Stadttheater Fürth). Er arbeitete auch an der Opéra national de Paris und beim Feldkirch Festival. 2012 setzte er beim Kulturwald Festival erstmals ein Stück des Sprechtheaters in Szene, Hofmannsthals Jedermann.
Darüber hinaus arbeitet Blüml als Autor von eigenen Bühnenwerken (z. B. Die Herrin vierer Diener, 2013 uraufgeführt) und von Märchen zu Werken klassischer Musik (etwa zu Hindemiths Tuttifäntchen-Suite), sowie als Sprecher beispielsweise mit dem Symphonieorchester des Bayerischen Rundfunks, dem Chor des Bayerischen Rundfunks, dem BR-Rundfunkorchester, dem WDR Sinfonieorchester Köln und dem Konzerthausorchester Berlin.
Blüml war von 1999 bis 2006 Dozent für szenische Gestaltung an der Bayerischen Singakademie. Blüml lebt in München.